# Тимчишин Андрій Богданович
Андрі́й Богда́нович Тимчи́шин (народився 8 листопада 1964) — актор драматичного театру і кіно, режисер, керівник акторсько-режисерських студій. Автор кіносценаріїв, дипломант (2011) та лауреат (2013) літературного конкурсу «Коронація слова».

## Освіта
- КДІТМ ім. І. К. Карпенка-Карого спеціальність «актор драматичного театру і кіно» (1986 р.),
- КДІТМ ім. І .К. Карпенка-Карого спеціальність «режисер» (1996 р.)

## Досвід роботи
- Рівенський музично-драматичний театр, актор (1986—1987);
- Львівський молодіжний театр (тепер — академічний театр ім. Леся Курбаса), актор (1987—1990);
- Львівський духовний театр «Воскресіння» (тепер — академічний театр «Воскресіння»), актор (1990—1991);
- Львівське телебачення, режисер редакції молодіжних програм (1998—2000 і 2004—2005);
- керівник ГО «Кіновізія» з часу заснування у 2008.

## Відзнаки
- Дипломант літературного конкурсу «Коронація слова 2011» у номінації «Кіносценарії» за кіносценарій «Львів'янка».
- Лауреат ІІ премії літературного конкурсу «Коронація слова 2013» у номінації «Кіносценарії» за твір «Він. Вона. Львів».

## Різне
Мешкає у Львові. Хобі: подорожі, улюблена цитата: «Найдорожче, що є у житті — це свобода, друже мій, Санчо!» («Дон Кіхот» М.Сервантеса).